# Jürgen Becker (spisovatel)
Jürgen Becker (10. července 1932 Kolín nad Rýnem – 7. listopadu 2024 tamtéž) byl německý spisovatel a překladatel. V roce 2014 se stal laureátem ceny Georga Büchnera. Byl osobně přítomen posledního střetnutí literárního uskupení Gruppe 47.

## Život
Roku 1939 se přestěhoval spolu s rodiči do Erfurtu, po rozvodu svých rodičů a následné sebevraždě matky, se přestěhoval s otcem roku 1947 do Waldbrölu a o tři roky později zase zpět do rodného Kolína nad Rýnem.
Po maturitě studoval dějiny umění, germanistiku a divadelní vědu na univerzitě v Kolíně, studia avšak po třech semestrech zanechal. Od roku 1968 je spisovatelem na volné noze. Se svojí druhou manželkou, umělkyní Rango Bohne, žije v Odenthalu nedaleko Kolína nad Rýnem. Z prvního manželství s Mare Matthiesen má syna, fotografa Borise Beckera (* 1961).

## Publikační činnost

### Přehled děl v originále (výběr)
- Felder. 1. vyd. Frankfurt am Main: Suhrkamp Verlag, 1988. 155 S.
- Erzählen bis Ostende. 1. vyd. Frankfurt am Main: Suhrkamp Verlag, 1984. 174 S.
- Die Türe zum Meer. 1. vyd. Frankfurt am Main: Suhrkamp Verlag, 1983. 128 S.
- Ränder. 1. vyd. Frankfurt am Main: Suhrkamp Verlag, 1968. 111 S.

### České překlady
Dle databáze NK ČR nejsou k roku 2016 evidovány žádné české překlady.

### Ocenění (výběr)
- 1967 – Cena literární skupiny 47 (Preis der Gruppe 47) za dílo Ränder[8][9]